# Josef von Schroll
Josef Schroll, ab 1873 Josef Edler von Schroll (* 3. Juni 1821 in Hauptmannsdorf, Königgrätzer Kreis, Kaisertum Österreich; † 4. Oktober 1891 in Liebeschitz, Leitmeritzer Kreis) war ein böhmisch-österreichischer Großindustrieller.

## Leben
Der Sohn des Textilfabrikanten Benedict Schroll (1790–1876) und Enkel des Leinwandhändlers Johann Benedikt Schroll (1759–1831) erlernte in Hauptmannsdorf bei seinem Vater den Kaufmannsberuf. Nach seinem Einstieg in das väterliche Unternehmen war Schroll auf dem Gebiet des Leinenhandels tätig.
1835 übernahm er zusammen mit seinem Bruder August das väterliche Unternehmen. August Schroll leitete die Fabrik und die Verwaltung, während Josef Schroll für den Einkauf und den Absatz der Waren zuständig war. Die auf seinen Reisen erworbenen Erkenntnisse sowie Produktionsmethoden brachte er in das Unternehmen ein. Allerdings stieß er damit auf den Widerstand seines Bruders, der keine Risiken eingehen mochte.
1856 errichteten die Gebrüder Schroll eine mechanische Weberei in Ölberg bei Hauptmannsdorf. 1860 stieg das Unternehmen aus dem Handel mit Leinen aus und konzentrierte sich nunmehr auf das Baumwollegeschäft. In den 1860er Jahren führte der Sezessionskrieg zur Baumwollkrise, durch die das Unternehmen in seiner Existenz gefährdet war. Die Meinungsverschiedenheiten zwischen den Firmeninhabern führten im August 1865 zum Ausstieg von August Schroll aus dem Unternehmen. Josef Schroll führte das väterliche Unternehmen nunmehr allein unter dem Firmennamen Benedict Schrolls Sohn weiter, während sein Bruder 1868 in Braunau die Lohnweberei August Schroll & Co. errichtete.
Noch im Jahr seiner Übernahme investierte Josef Schroll in neue Maschinen. In den Jahren 1860 bis 1870 ließ er in Braunau eine weitere Weberei errichten. 1871 erwarb er von den Fürsten Lobkowitz die Allodherrschaft Liebeschitz mit Auscha, Pokratitz (Pokratice), Wedlitz (Vědlice) und Tschernitz einschließlich des Gutes Nutschitz. 1873 wurden Schrolls Produkte auf der Weltausstellung in Wien prämiert. Im selben Jahre wurde Josef Schroll nobilitiert. Zu dieser Zeit begann der Umbau des Schlosses Liebeschitz zu einem Familiensitz.
Mit dem Bau der Eisenbahn von Halbstadt nach Braunau wurde durch Schrolls Initiative eine günstige Verkehrsanbindung geschaffen. Dadurch entstand zwischen 1876 und 1877 in Braunau noch ein dritter Produktionsbetrieb. Nach dessen Vollendung wurde die Produktion auf Kraftwebstühle umgestellt. Daneben errichtete Schroll bei Ölberg eine Bleiche und Appretur sowie Dampfziegeleien in Straßenau und zwischen Ölberg und Hermsdorf. 1885 beschäftigte Benedict Schrolls Sohn 2.000 Arbeiter; seine Firma war zu dieser Zeit die größte Weberei der Monarchie Österreich-Ungarn und verfügte über ein Sortiment von 30 registrierten Schutzmarken. In Prag bestand eine zentrale Niederlassung. Hauptabsatzgebiete waren die Monarchie, die Türkei, der Balkan, Südeuropa und die USA. Für die Arbeiter errichtete Schroll zahlreiche Wohlfahrtseinrichtungen; ein Fabrikskrankenhaus, Firmenküchen mit Speiseräumen, Arbeiter- und Angestelltenwohnungen und -häuser sowie eine Werksbibliothek. Mit der Errichtung der Baumwollspinnerei in Halbstadt zwischen 1882 und 1884 konnte Schroll den Garnbedarf der Webereien aus eigener Produktion decken. Die von Schroll produzierten Chiffons konnten sich erfolgreich gegen englische Produkte durchsetzen.
Für sein soziales Engagement, insbesondere für die Errichtung eines Armenhauses, ernannte ihn die Stadt Braunau, wie schon seinen Vater Benedikt Schroll, zu ihrem Ehrenbürger. 1873 wurde er in den österreichisch-ungarischen Adelsstand mit dem Prädikat „Edler von Schroll“ erhoben. 1887 veranlasste Josef von Schroll Sicherungsarbeiten zum Erhalt der Helfenburg. Im Jahre 1888 wurde er außerordentliches Mitglied der k.u.k. Geographischen Gesellschaft zu Wien.
Schroll war zweimal verheiratet. Er starb am 4. Oktober 1891 in Liebeschitz; sein Leichnam wurde in dem nach Plänen des Architekten Ludwig Zettl im antik-griechischen Stil errichteten Familienmausoleum auf dem Ratzkener Berg bei Lewin beigesetzt. Das Unternehmen ging an die beiden Töchter Johanna Langer und Eleonora Kriesche über.
1902 wurde vor dem Werksgelände der Weberei in Ölberg ein Denkmal für Schroll enthüllt. Auf einem von Josef Plečnik geschaffenen hohen Sockel aus weißem Marmor befand sich eine von Othmar Schimkowitz geschaffene Büste Schrolls. Die Büste wurde nach dem Zweiten Weltkrieg zerstört. Auf dem Sockel stand dann einige Jahre eine Büste für Edvard Beneš. Zu Beginn des 21. Jahrhunderts konnte ein Replikat angefertigt werden und steht nun wieder auf dem Marmorsockel.